# Eckardtsheim
Eckardtsheim ist ein Ortsteil im Stadtbezirk Sennestadt der kreisfreien Stadt Bielefeld in Nordrhein-Westfalen und grenzt an Schloß Holte-Stukenbrock und Verl. Im Stadtteil befinden sich Abteilungen der Von Bodelschwinghschen Stiftungen Bethel.

## Geografie
Die Stadt Bielefeld ist unterhalb der zehn Bezirke nicht weiter in administrative oder politische Einheiten gegliedert. Stadtteile sind in Bielefeld daher nur informelle Teilgebiete, deren Abgrenzung sich meist auf das Gebiet einer Altgemeinde bezieht. Eckardtsheim war jedoch nie eine eigene Gemeinde, was die genaue Abgrenzung erschwert. Zu statistischen Zwecken ist Bielefeld jedoch in 72 statistische Bezirke eingeteilt. Der informelle Stadtteil Eckardtsheim entspricht dabei in etwa dem statistischen Bezirk 66 Eckardtsheim. Häufig wird das ebenfalls zum statistischen Bezirk zählende Heideblümchen jedoch als eigenes Gebiet aufgefasst, das nicht zu Eckardtsheim zählt.

## Geschichte
Seit Oktober 2004 existiert ein historischer Rundgang zur Geschichte Eckardtsheims. Interessant sind die 14 tollen Tage im Sommer: „Eckardtsheim - mittendrin!“ mit Kunstausstellung, Konzerten, Sport und dem „Biergarten am Freizeitzentrum“ – jeden Tag mit Bühnenprogramm. Sehenswert ist ebenfalls der Weihnachtsmarkt am 2. Adventswochenende.
Im Jahr 2005 erhielt Eckardtsheim einen Sonderpreis des Wettbewerbes „Unser Dorf hat Zukunft“; mit dem Preis wurde der Weg von einer Anstalt zu einem Dorf mit gemeinschaftlichem und privaten Engagement gewürdigt.
2007 wurde Eckardtsheim 125 Jahre alt. Das Motto des Festjahres lautete „125 Jahre Eckardtsheim - gemeinsam bewegen“.
10 Jahre später im Juli 2017 wurde das 135-jährige Jubiläum mit einem Festtag begonnen. Beginn der Veranstaltung war ein Gottesdienst auf Gut Wilhelmsdorf mit Begleitung des Posaunenchors. Von dort aus ging die Gemeinde in einem Zug zur Kirche, wo der zweite Teil des Gottesdienstes diesmal vom Kirchenchor musikalisch gestaltet, stattfand. Begleitet wurde der Zug von Treckern mit selbstgestalteten Anhängern. Hintergrund war, dass Wilhelmsdorf, ursprünglich eine Arbeiterkolonie für Suchtkranke, der älteste Teil Eckardtsheims ist. Nach dem Gottesdienst und gemeinsamem Mittagessen unter freiem Himmel, setzte sich der Zug fort und hielt immer wieder an historischen Stellen an, wo einzelne Szenen vorgespielt wurden, die die Geschichte der Ortschaft darstellten. Musikalisch unterstützt wurden die Szenen durch den Kirchenchor und den Posaunenchor. Letzterer spielte während des Ziehens von Ort zu Ort von einem der Anhänger aus Volkslieder.

## Einwohner
Eckardtsheim hatte 2022 3786 Einwohner.

## Sonstiges

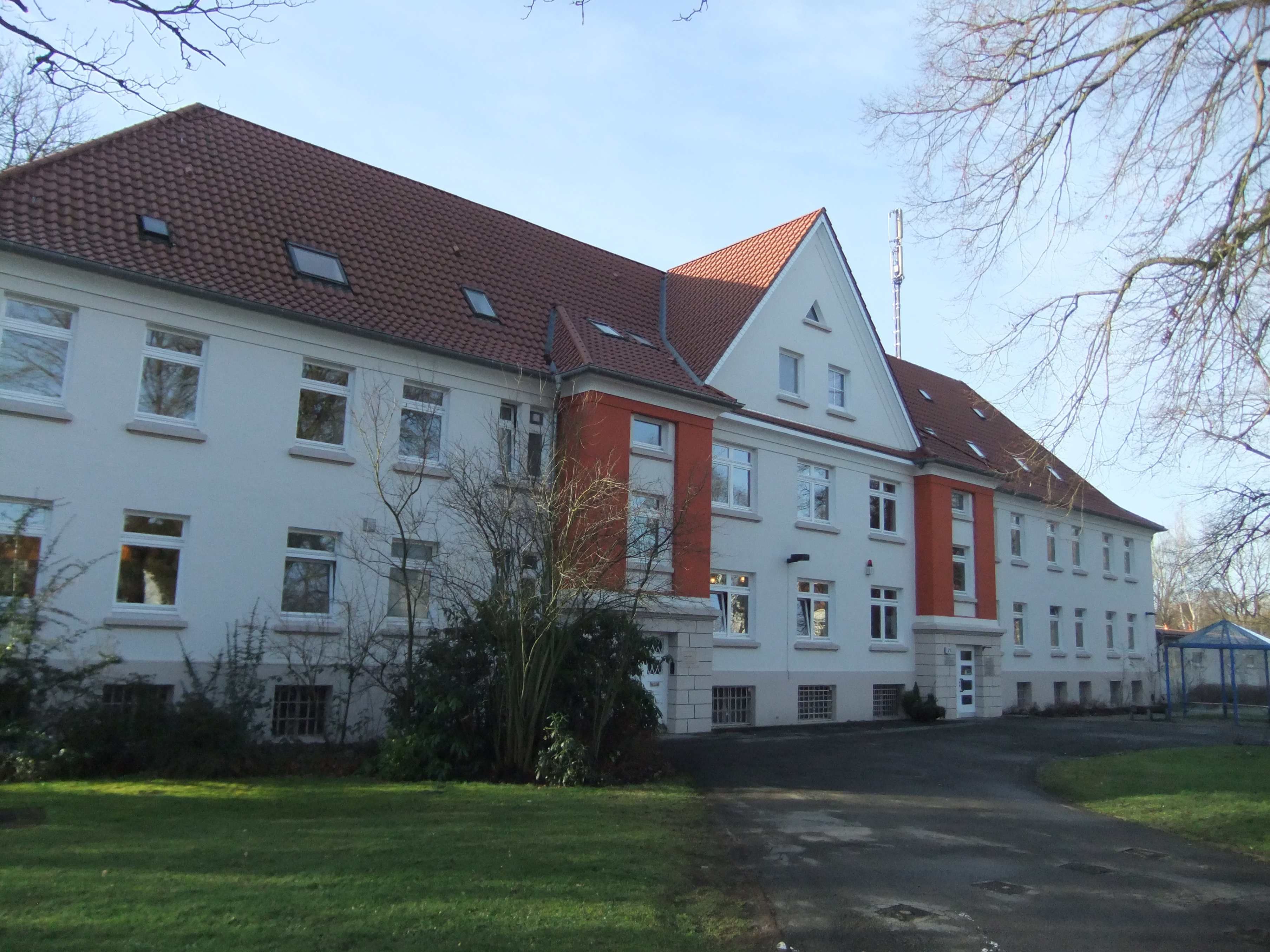
Von Bodelschwinghsche Stiftungen Bethel in Eckardtsheim

Seit 2000 gibt es in Eckardtsheim den Kinderzirkus, der seit ca. 2006 auf den Namen Rêves des enfants (fr. „Kinderträume“) hört. Dort trainieren Kinder zwischen 6 und 14 Jahren für Auftritte.
Eckardtsheim war überregional für seinen Weihnachtsmarkt bekannt, bei dem sich jedes Jahr viele ehrenamtliche Helfer aus den verschiedenen Gruppen der Gemeinde wie Feuerwehr, Posaunenchor und Jugendarbeit engagierten. Federführend war aber dennoch die Stiftung Bethel. Er fand immer am zweiten Adventswochenende statt und war seit 1996 vor der Kirche beheimatet. Der Reinerlös floss jedes Jahr in ein Spendenprojekt für einen guten Zweck. Im Sommer 2022, nach einer coronabedingten Pause von zwei Jahren, verkündeten die v. Bodelschwinghschen Anstalten das Aus des Weihnachtsmarktes. Als Gründe wurden der Mangel an ehrenamtlichen Helfern und die gestiegenen Anforderungen bei den Gesundheitsschutzmaßnahmen angeführt. Im Dezember 2023 fand der Weihnachtsmarkt wieder statt, allerdings in deutlich kleinerem Rahmen.
Seit November 2013 sendet Antenne Bethel auf der UKW-Frequenz 94,3 MHz (im Gleichwellen-Versuchsbetrieb mit Bethel) auch in Eckardtsheim.